# 吴景刁烈士纪念碑
吴景刁烈士纪念碑位于中国黑龙江省方正县会发镇东哈同公路北侧，于1983年10月5日重建，是为纪念烈士吴景刁而立。该碑为水泥质地，碑身正面镶刻有吴景刁烈士生平。